# T.A.T.u. Remixes
t.A.T.u. Remixes — сборник ремиксов российской группы «Тату», созданных в период с 2000 по 2003 г. В сборник вошли ремиксы с альбома 200 по встречной, и его англоязычной версии 200 km/h in the Wrong Lane, а также ранее не издававшиеся ремиксы. Альбом был издан в 2003 году в трёх различных изданиях: однодисковом, двудисковом и включающим бонусный DVD — диск.

## Отзывы
Редакция российского музыкального журнала Play положительно отозвались о ремиксах на «All The Things She Said» и «Not Gonna Get Us», отметив, что некоторые версии изменены до неузнаваемости. Тем не менее главной ценностью релиза были указаны оригинальные композиции «Простые движения» и «Не верь, не бойся, не проси», названные «двумя хитами, на которые только и хватило дуэта после сверхсильного альбома» «200 по встречной». Поскольку на момент выхода диска участницы дуэта объявили о разрыве с продюсером Иваном Шаповаловым и судьба группы была неясна, авторы рецензии назвали релиз «суррогатом» второго альбома, оригинальные композиции и продажи которого являются «ответом тем, кто считал, что успеха первого альбома t.A.T.u. никогда не повторят».

## Популярность
В феврале 2004 года релиз занимал третье место среди самых продаваемых альбомов в России. В мае 2004 года «Remixes» по-прежнему входил в десятку самых продаваемых альбомов России.

## Список композиций

### CD 1
1. All The Things She Said (Blackpulke Remix)
2. All The Things She Said (MARK!'s Buzzin Mix)
3. All The Things She Said (Running and Spinning Remix By Guena LG & RLS)
4. All The Things She Said (Extension 119 Club Dub)
5. Not Gonna Get Us (Larry Lee Electroclash Mix)
6. Not Gonna Get Us (Richard Morel’s Pink Noise Vocal Mix)
7. Not Gonna Get Us (Thick Dick Vocal)
8. Not Gonna Get Us (Dave Aude' Velvet Dub)
9. 30 Minutes (Extension 119 Club Vocal)
10. Простые движения
11. Не верь, не бойся, не проси

### CD 2
1. Я сошла с ума (HarDrum Remix)
2. All The Things She Said (HarDrum Remix)
3. Нас не догонят (HarDrum remix)
4. 30 минут (HarDrum Remix)
5. 30 минут (Naked Mix By Moscow Grooves Institute)
6. 30 минут (Raga Mix By That Black)
7. Мальчик-гей (Fanky Mix By That Black)
8. All The Things She Said (Extension 119 Club Edit)
9. All The Things She Said (DJ MONK’s Breaks Mix)

### Bonus DVD
1. Я сошла с ума
2. Я сошла с ума (Remix)
3. Нас не догонят
4. 30 минут
5. Простые движения
6. All The Things She Said
7. All The Things She Said (Remix)
8. Not Gonna Get Us
9. Not Gonna Get Us (Remix)
10. 30 Minutes
11. How Soon Is Now?
12. Не верь, не бойся, не проси (Выступление на премии МУЗ ТВ — 2003)
13. Нас не догонят (Выступление на премии МУЗ ТВ — 2003)

- Фотогалерея

## Чарты
| Чарт (2003)     | Высшая позиция |
| --------------- | -------------- |
| Япония (Oricon) | 105            |

| Чарт (2004)             | Высшая позиция |
| ----------------------- | -------------- |
| Республика Корея (MIAK) | 12             |
| Россия (НФПФ)           | 3              |

## Сертификации и продажи
| Регион                                                       | Сертификация | Продажи  |
| ------------------------------------------------------------ | ------------ | -------- |
| Россия (NFPF)                                                | Золотой      | 100,000* |
| Республика Корея                                             | —            | 5,788    |
| * Данные о продажах приведены только на основе сертификации. |              |          |